# Денніс Салліван
Денніс Салліван (12 лютого 1941 , Порт-Гурон, Мічиган ) — американський математик.
Відомий роботами з топології, як алгебричної, так і геометричної, і з динамічних систем.
Завідувач кафедри імені Альберта Ейнштейна в аспірантурі Міського університету Нью-Йорка, професор в університеті Стоні-Брук.
Постійний професор Інституту вищих наукових досліджень (1974—1997)
.

## Біографія
Здобув докторський ступінь в 1966 році у Принстонському університеті, дисертація на тему «Тріангуляція гомотопічних еквівалентностей» захищена під керівництвом Вільяма Браудера.

## Вклад
Є одним із засновників методу хірургії для класифікації гладких різноманітностей, поряд з Вільямом Браудером, Сергієм Новіковим і Террі Воллом.
Теоретично гомотопій висунув радикальну концепцію про те, що простори можуть бути безпосередньо локалізовані — раніше процедура локалізації застосовувалася лише до конструкцій алгебри, побудованих на основі простору.
Разом із Даніелем Квіленом є засновником раціональної теорії гомотопій.
В 1985 році довів теорему про відсутність блукаючих компонентів.
В 1987 році спільно з Бертоном Родіном довів гіпотезу Терстона, що належить до проблеми упаковки ріманової поверхні колами, згідно з якою такими упаковками можна представити довільні конформні відображення ріманових поверхонь радіусів кіл до нуля).

## Нагороди та визнання
- 1971: премія Освальда Веблена з геометрії[13]
- 1981: премія Елі Картана (Французька академія наук)[14]
- 1983: член Національної академії наук США[15].
- 1991: член Американської академії мистецтв і наук[16]
- 1994: міжнародна премія короля Фейсала[17]
- 2004: національна наукова медаль США[17]
- 2006: премія Стіла у номінації «за визначні досягнення протягом усієї кар'єри»[17]
- 2006: меморіальна лекція Соломона Лефшеца
- 2008: Чернський запрошений професор
- 2010: премія Вольфа з математики — «за внесок в алгебраїчну топологію та конформну динаміку»[18]
- 2012: дійсний членом Американського математичного товариства[19].
- 2014: премія Бальцана[20]
- 2022: Абелівська премія[21]